# Anorostoma wilcoxi
Anorostoma wilcoxi är en tvåvingeart som beskrevs av Charles Howard Curran 1933. Anorostoma wilcoxi ingår i släktet Anorostoma och familjen myllflugor. Inga underarter finns listade i Catalogue of Life.